# NASCAR SimRacing
NASCAR SimRacing é um jogo eletrônico simulador de corridas desenvolvido pela EA Tiburon e publicado pela EA Sports em 15 de fevereiro de 2005 para Windows.
O jogo inclui as três principais categorias da NASCAR, modos para um e multijogador, modo carreira, todos os circuitos da temporada 2004 da NASCAR Cup Series exceto o Pocono Raceway, além de três circuitos fictícios e o antigo circuito Nazareth Speedway. Esse foi o último jogo de NASCAR publicado pela Electronic Arts para Microsoft Windows.